# Ernst Rudolf Neubauer
Ernst Rudolf Neubauer (n. 14 aprilie 1828, Jihlava, Cehia – d. 4 mai 1890, Rădăuți, Ducatul Bucovinei, Austro-Ungaria) a fost un poet și revoluționar pașoptist (membru al Legiunii Academice) austriac. Este cunoscut pentru faptul că i-a fost profesor de istorie poetului Mihai Eminescu și a fost primul director a instituției care astăzi se numește Colegiul Național „Eudoxiu Hurmuzachi” din Rădăuți.

## Viața

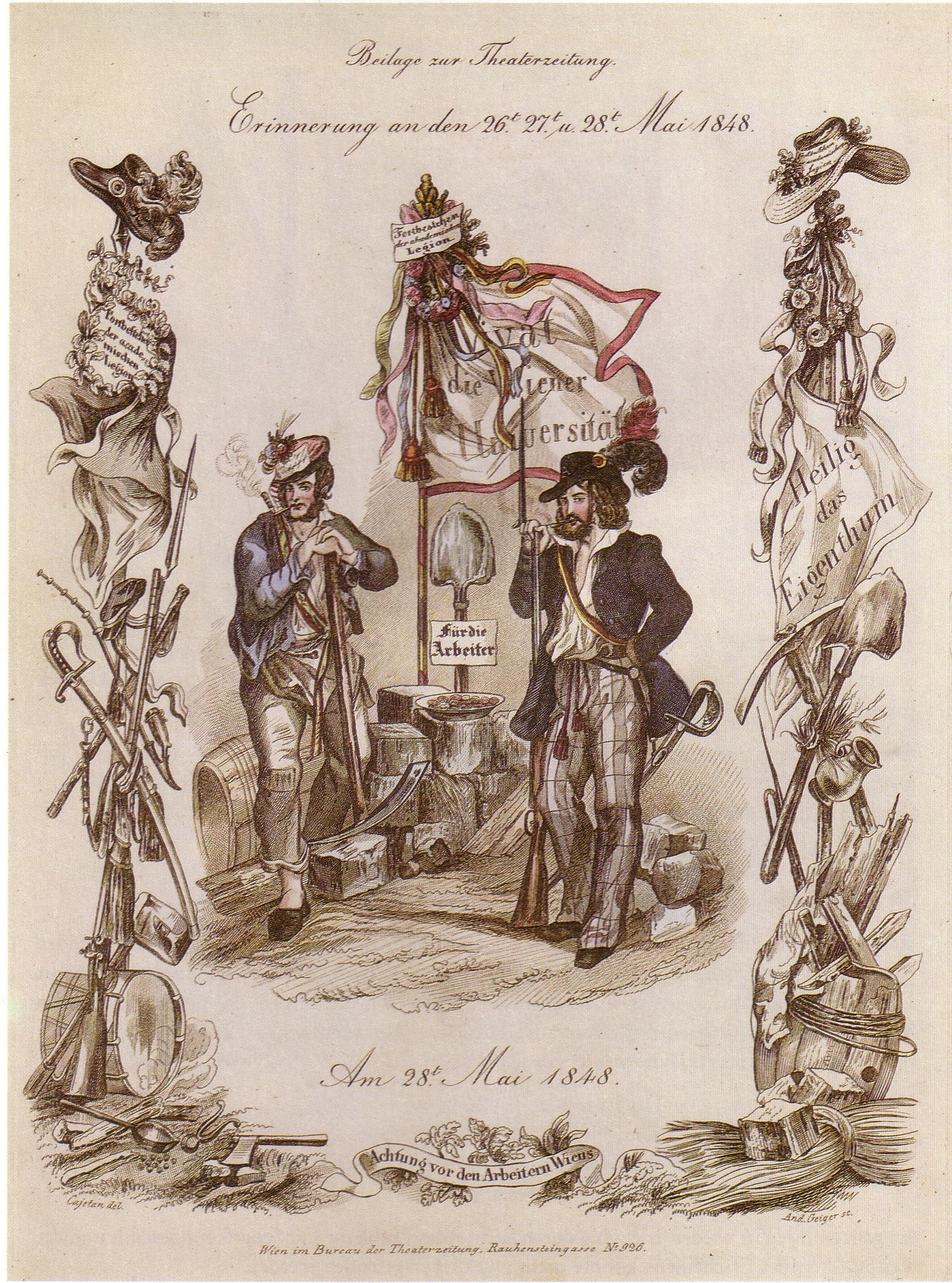
Anton Elfinger - Legiunea Academică din Viena (reprezentare satirică din 1848)

Ernst Neubauer a urmat liceul în Jihlava (pe atunci oraș germanofon, parte a Imperiului Habsburgic, astăzi oraș ce aparține de Republica Cehă). A studiat apoi dreptul la Universitatea Carolină din Praga și filosofie la Universitatea din Viena. Acolo, el a participat la Revoluția de la 1848-1849 și a fost rănit în martie 1848 în timpul luptelor de stradă. A publicat în ziarul radical Der frei Wiener. În timpul asediului Vienei, el a servit ca aghiotant lui Wenzel Messenhauser și a fost împușcat. Neubauer a fost foarte aproape de a-și pierde viața. Experiența aceasta el a descris-o mai târziu în ciclul de poeme "Legionarul".
În anul 1850 a fost trimis la periferia extremă a monarhiei într-o "Colonie penală educațională" în Bucovina. Promovat la un liceu la Cernăuți, Ernst Neubauer a dezvoltat o vie activitate de învățământ de peste 25 de ani de predare de literatură și de istorie. El a promovat elevi supradotați cum ar fi Karl Emil Franzos și Mihai Eminescu. I-a mai fost profesor și lui Eduard Reiss, viitorul primar al Cernăuților.

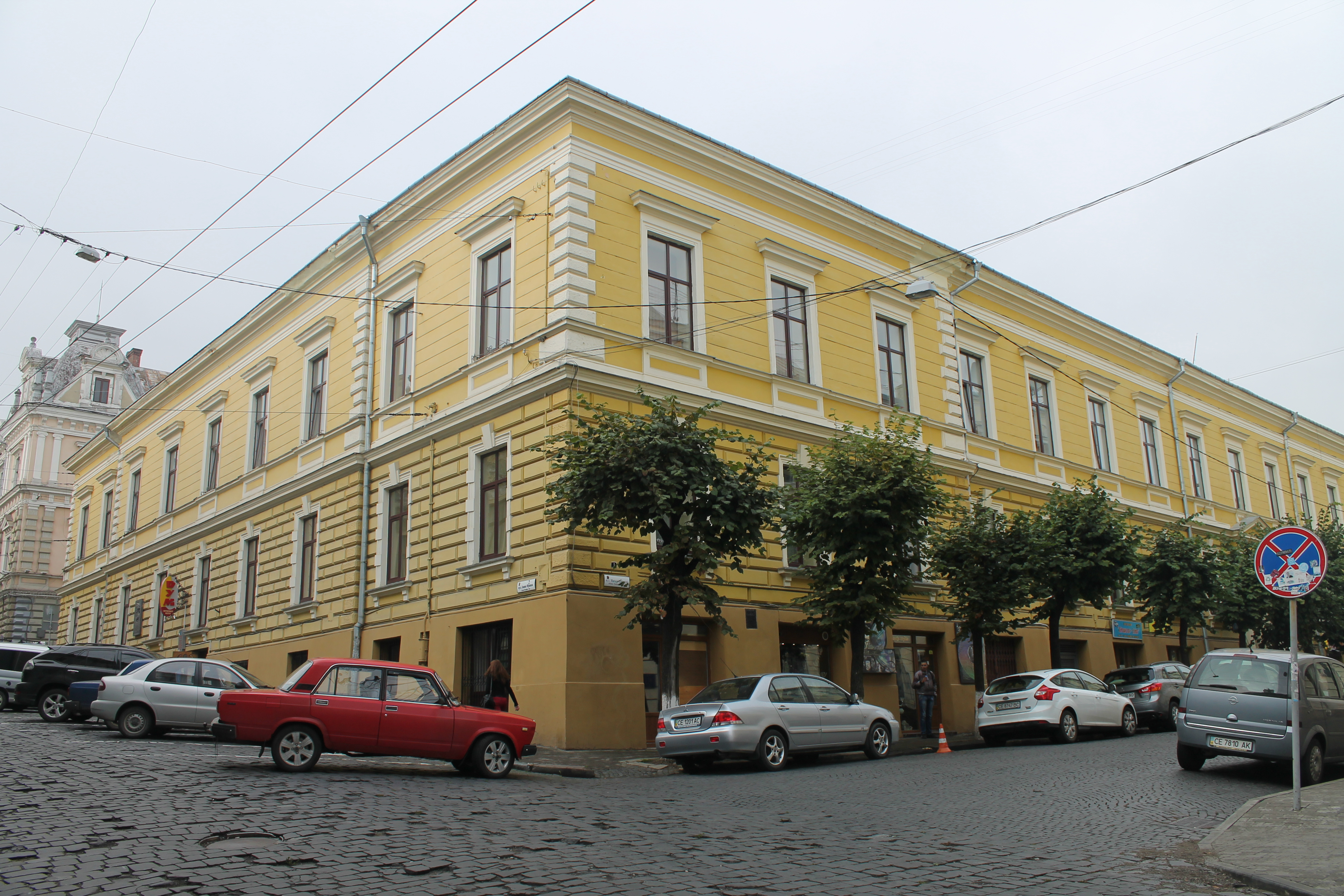
Gimnaziul de Stat Chezaro-Crăiesc din Cernăuți

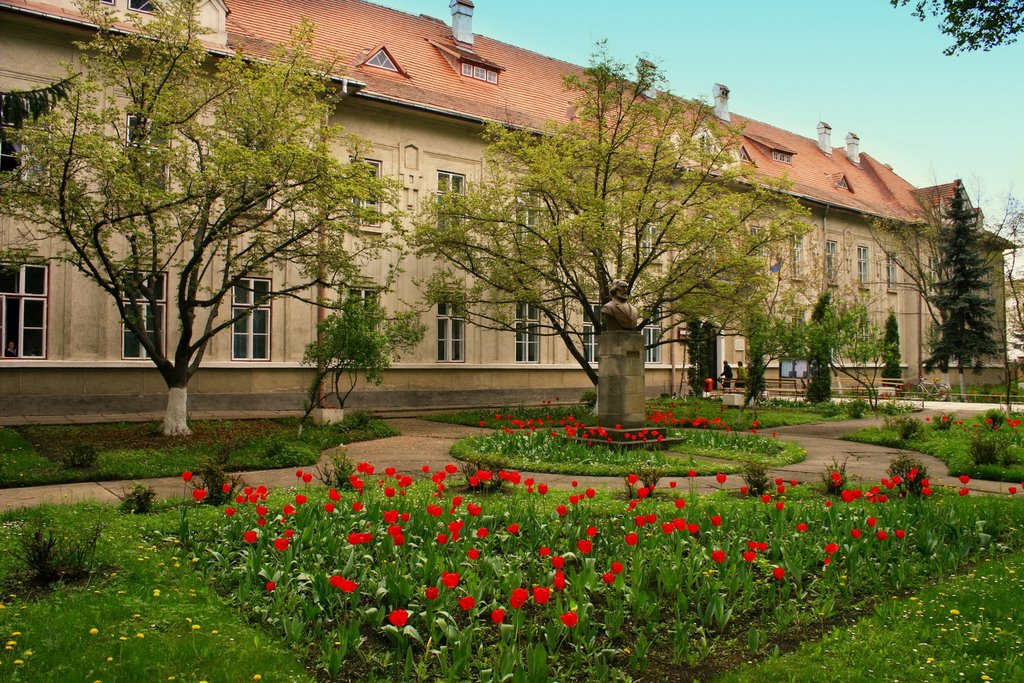
Obergymnasium vom Radautz (actualul Colegiu Național „Eudoxiu Hurmuzachi” din Rădăuți)

Pe lângă activitatea didactică, Neubauer s-a dedicat jurnalismului. În 1862 el a fondat propria tipografie și a editat primul ziar în limba germană din Bucovina, distribuit la nivel național și ziarul oficial "Bucovina", care a fost editat până în 1869. Suplimentul "Duminica în Jurnalul Oficial al Bucovinei" a devenit un forum literar pentru tineri scriitori Bucovina. Printre angajații săi se numărau Iurie Fedkowicz, Isidor Vorobchievici și Ludwig Adolf Staufe-Simiginowicz. După șapte ani de Neubauer e forțat să-și vândă tipografia și casa, pentru a-și achita datoriile. Prima carte publicată de Fedkowicz a fost dedicată lui Neubauer.
A cercetat elementele culturii și dialectului vorbit de huțului, în speranța de a le descoperi originea. De asemenea, în colaborare cu ilustratorul Franz Xavier Knapp, a publicat Bucovina Ilustrată (1857) o colecție de texte cu 18 litografii prin care a promovat peisajul bucovinean în restul imperiului.
În anul 1872 a fost numit director la Liceul din Rădăuți, ce avea să poarte mai târziu numele de Liceul Eudoxiu Hurmuzachi. Ca membru în consiliul școlar el a fost onorat să se retragă în 1884 și s-a dedicat în întregime activității sale literare.
„Din păcate, magnifica lucrare poetică "Ideon" a fost cu greu studiată în termeni literari până astăzi. Lucrările dramatice ale lui Neubauer, care erau reprezentate la Cernăuți în acea vreme, sunt și astăzi uitate: "Fata din Kaliczanka" (1865), "Comerțul pentru suflet și altele" și altele" -  Peter Rychlo (profesor de germanistică al Universității din Cernăuți).

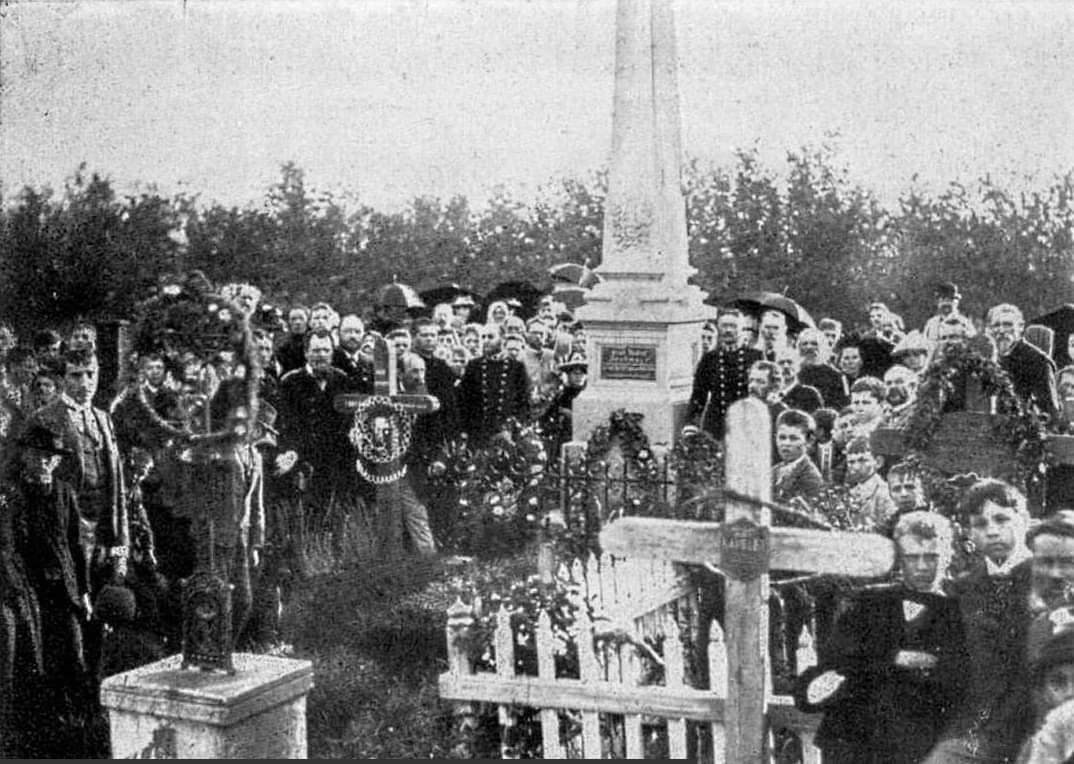
Dezvelirea monumentului său funerar din cimitirul Rădăuți - iunie 1891

Neubauer a fost înmormântat la cimitirul municipal din Rădăuți. Piatra sa de mormânt, aflată în cimitirul orașului Rădăuți, a fost declarată monument istoric (cod LMI SV-IV-m-B-05709).

## Opera
- Cântece patriotice austriece, 1849
- Cele patru puncte cardinale ale căsătoriei, în 1855
- Cântece din Bucovina, 1855
- Povestiri din Bucovina, 1868
- Despre Tristan și Isolda, 1876
- Prințul Constantin Brâncoveanu, 1877
- Ideon, Hamburg 1882